# Pic-Pic

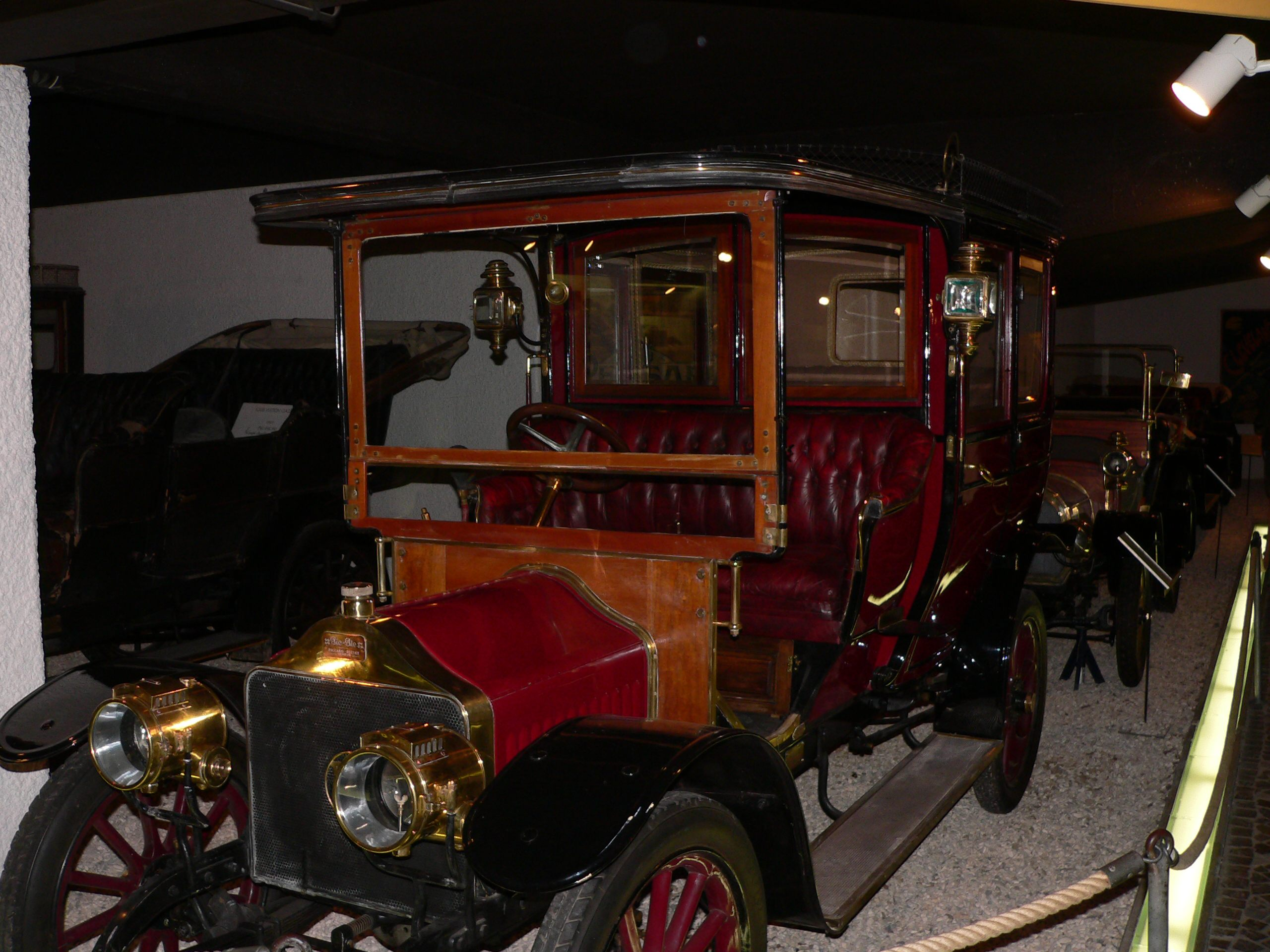
Pic-Pic 1911

Pic-Pic – szwajcarski samochód produkowany w Genewie w latach 1906 – 1924. Początkowo w wytwórni Piccard-Pictet Company (skąd wywodzi się nazwa pojazdu), a następnie (od 1920 roku) w firmie Gnome-Rhône.